# Quilly (Loire-Atlantique)
Quilly é uma comuna francesa na região administrativa da Pays de la Loire, no departamento de Loire-Atlantique. Estende-se por uma área de 17,67 km². Em 2010 a comuna tinha 1 395 habitantes (densidade: 78,9 hab./km²).